# Lista över Turkmenistans presidenter

Turkmenistans presidents flagga

Lista över Turkmenistans presidenter sedan självständigheten 1990.
- Saparmurat Nijazov (2 november 1990 till 21 december 2006)
- Gurbanguly Berdimuhamedow (21 december 2006 till 19 mars 2022)
- Serdar Berdimuhamedow (sedan 19 mars 2022)